# تلمبة بامري (جهاد أباد كرمان)
تلمبة بامري (بالإنجليزية: Tolombeh-ye Bamri)‏ هي منطقة سكنية تقع في إيران في البلدة المركزية. يقدر عدد سكانها بـ 16 نسمة .